# Бенсон, Джон
Джон Бенсон (англ. John Prentiss Benson; 1865—1947) — американский архитектор и художник-маринист.

## Биография и творчество
Родился 8 февраля 1865 года в городе Сейлем, штат Массачусетс; брат художника Фрэнка Бенсона. 
Прошел обучение в качестве архитектора в Академии Жулиана и в Школе изящных искусств в Париже. Вернувшись в США, в 1893 году женился на Sarah Bissell Whitman и они жили в Плейнфилде, штат Нью-Джерси, затем во Флашинге, Нью-Йорк.
Бенсон работал в нью-йоркской архитектурной фирме McKim, Mead & White. Затем вместе с Albert Leverett Brockway, его коллегой по обучению в Европе, они создали собственную компанию Benson and Brockway. В 1922 году, работая архитектором, Бенсон с женой путешествовали по Англии, где он арендовал студию и написал несколько картин. Он отослал их в нью-йоркскую галерею Kennedy Galleries, где они продались. Затем Джон отошел от архитектурной деятельности и полностью переключился на живопись. Вместе с женой они переехали в город Киттери, штат Мэн, где купили собственный дом на реке Piscataqua River, названный ими «Willowbank».
Умер 16 ноября 1947 года в городе Киттери, штат Мэн. Похоронен на родине — в городе Сейлем, штат Массачусетс, на кладбище Harmony Grove Cemetery.
Джон Бенсон создал более 500 полотен. Его картины можно увидеть во многих музеях США. в 1968 году в музее Пибоди в Сейлеме, состоялась ретроспективная выставка художника.

## Галерея

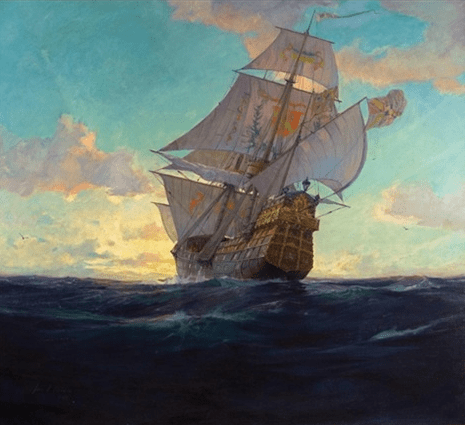
Джон Бенсон. Испанский галеон
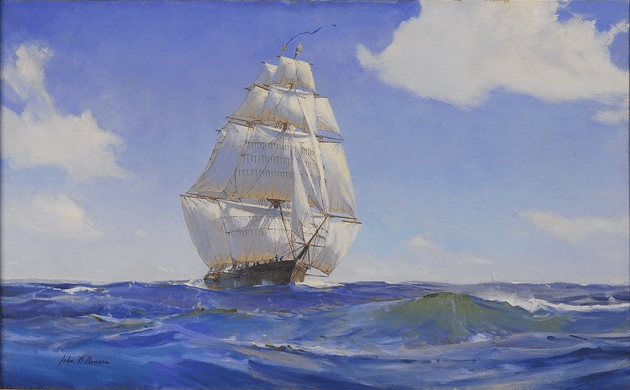
Клиппер
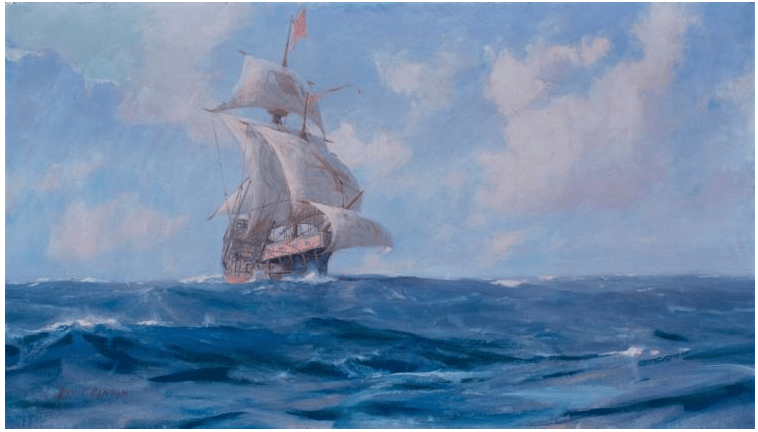
Галеон
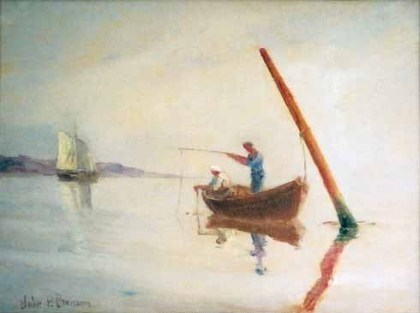
Рыбная ловля
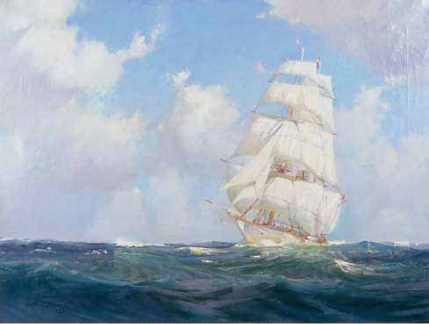
Парусник
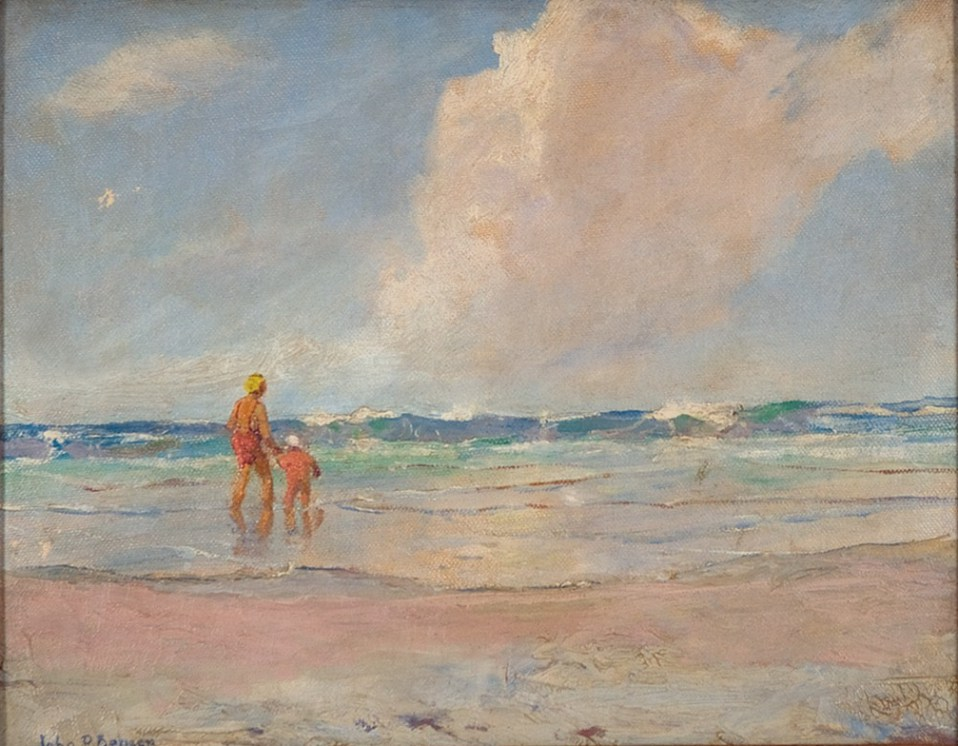
Пляж